# Phylloscopus
Phylloscopus es un género de aves paseriformes perteneciente a la familia Phylloscopidae, cuyos miembros se denominan comúnmente mosquiteros. El término Phylloscopus procede de la combinación de las palabras griegas phullon, «hoja», y skopos, «buscador», en referencia a su costumbre de buscar presas entre las hojas de árboles y arbustos. Actualmente en el género Phylloscopus hay sesenta y seis especies. Antes se ubicaban en la familia Sylviidae, que funcionaba como un «taxón cajón de sastre» para pájaros pequeños difíciles de clasificar (Alström et al. 2006). 
Los mosquiteros son pájaros pequeños de pico recto y puntiagudo, en su mayoría de plumajes verdosos o parduzcos en las partes superiores, y blancuzcos o amarillentos en las inferiores. Como indica su nombre común, los mosquiteros son insectívoros. Son pájaros activos, en movimiento constante, siempre asociados a los árboles, pero normalmente en bosques bastante abiertos más que los de crecimiento denso. Se encuentran desde lo más alto del dosel hasta el sotobosque. Las especies que se reproducen en regiones de clima templado suelen ser migratorias. La mayoría de las especies son notoriamente territoriales, tanto en sus emplazamientos estivales como en los invernales. Comparados con otros miembros de Sylvioidea, sus cantos son muy simples.

## Especies

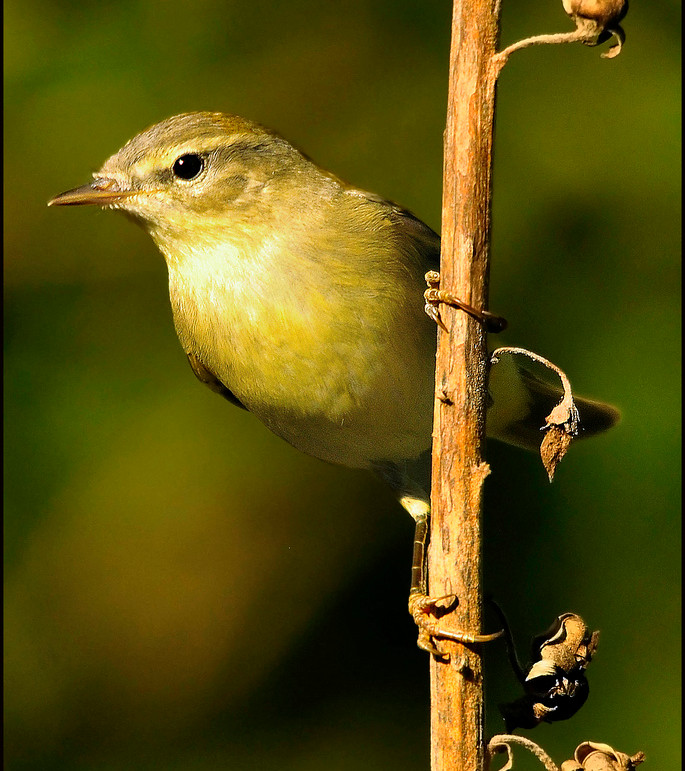
Phylloscopus ibericus.

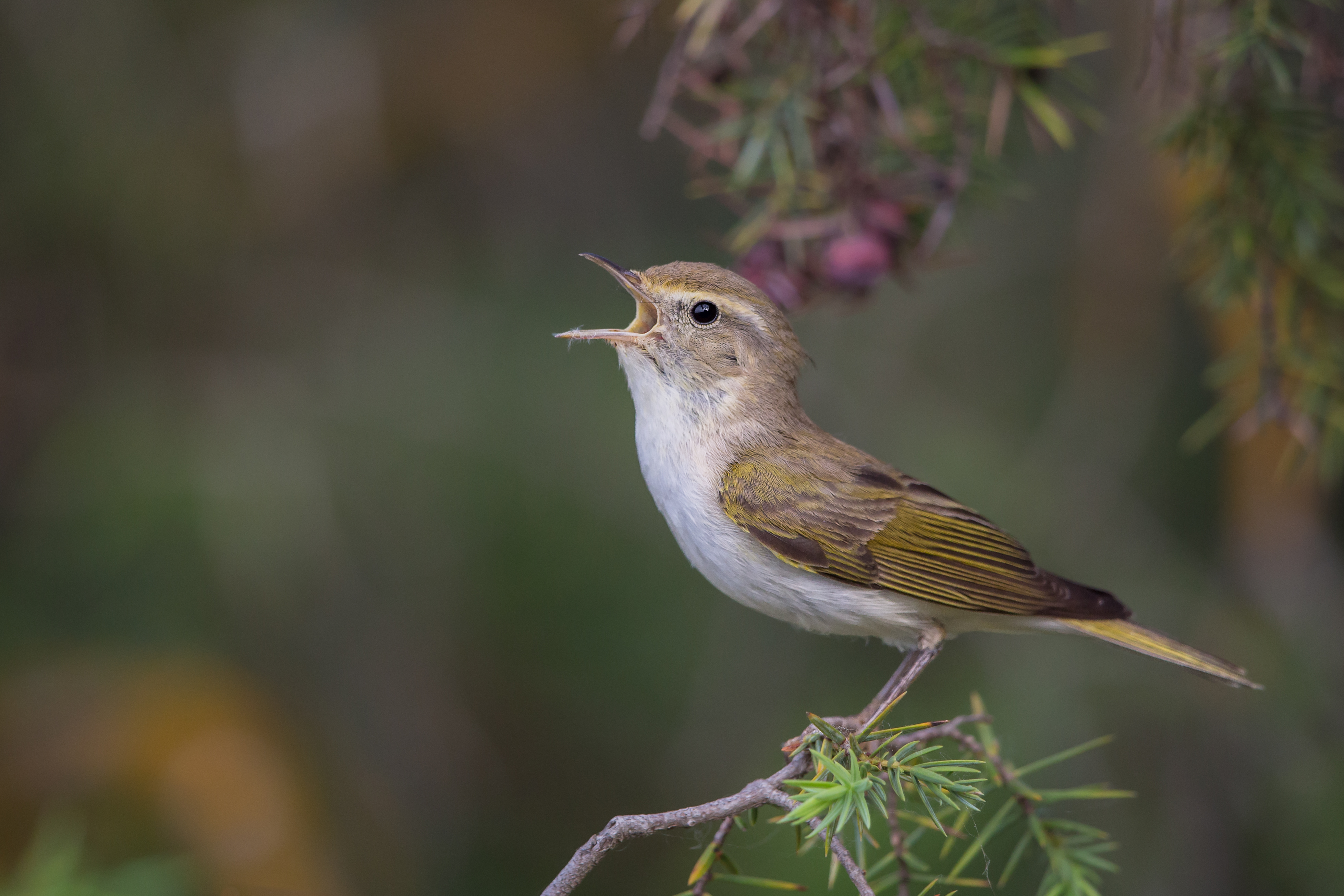
Phylloscopus bonelli.

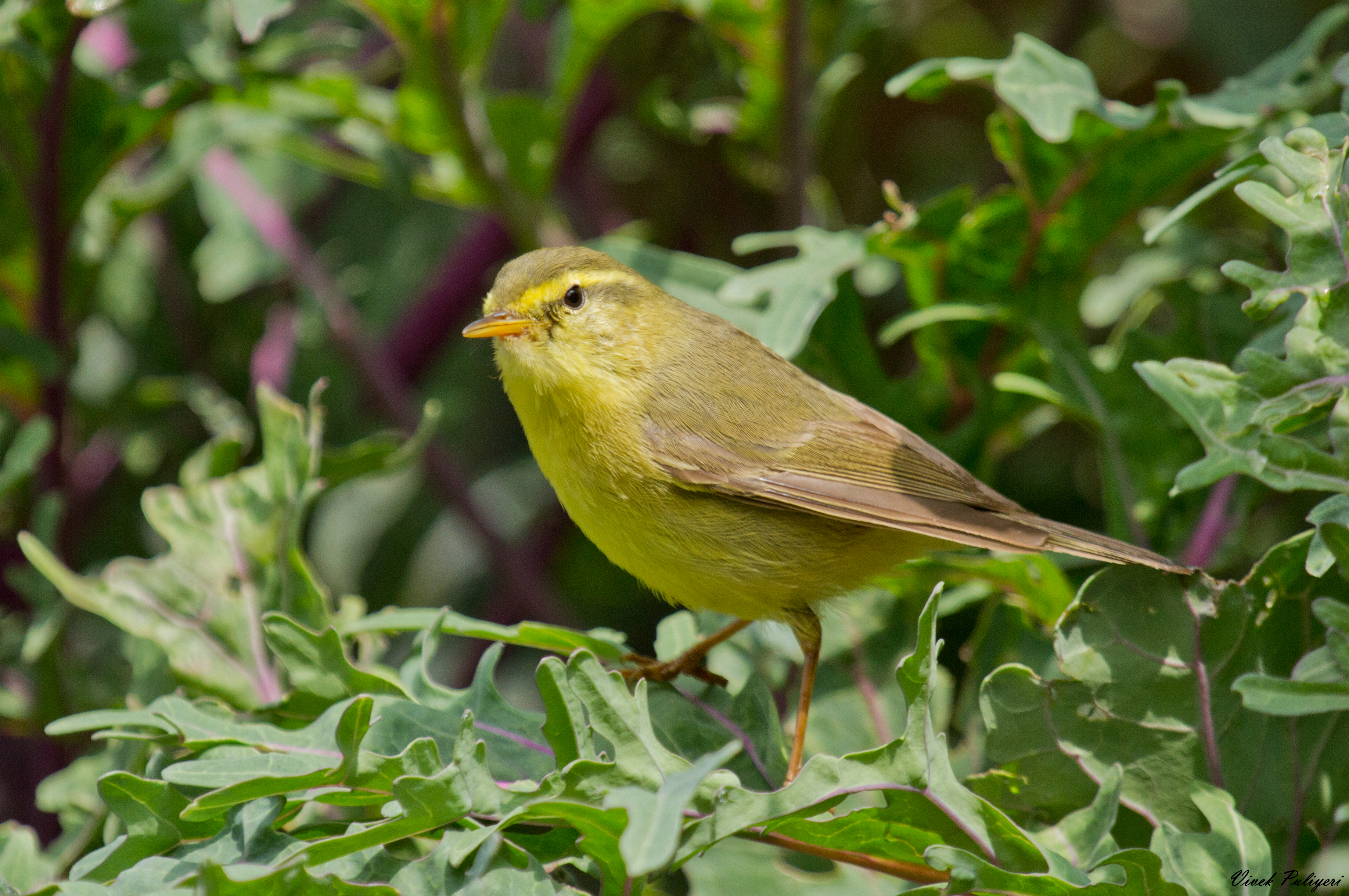
Phylloscopus affinis.

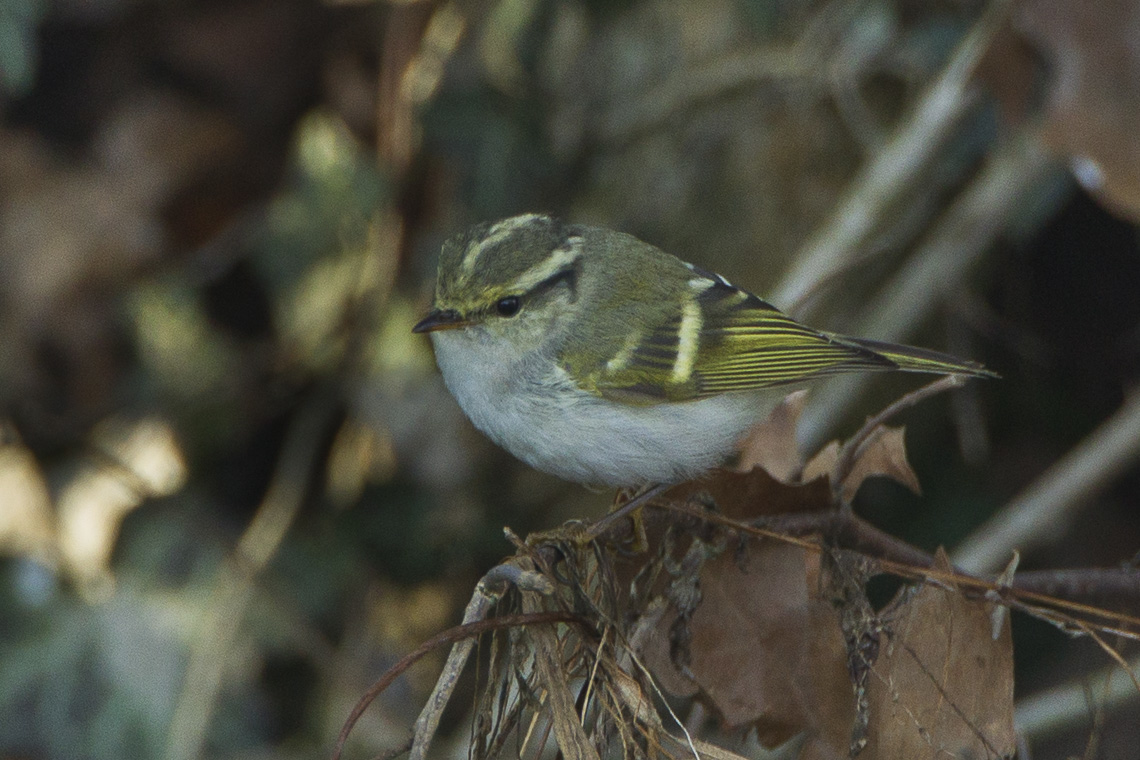
Phylloscopus proregulus.

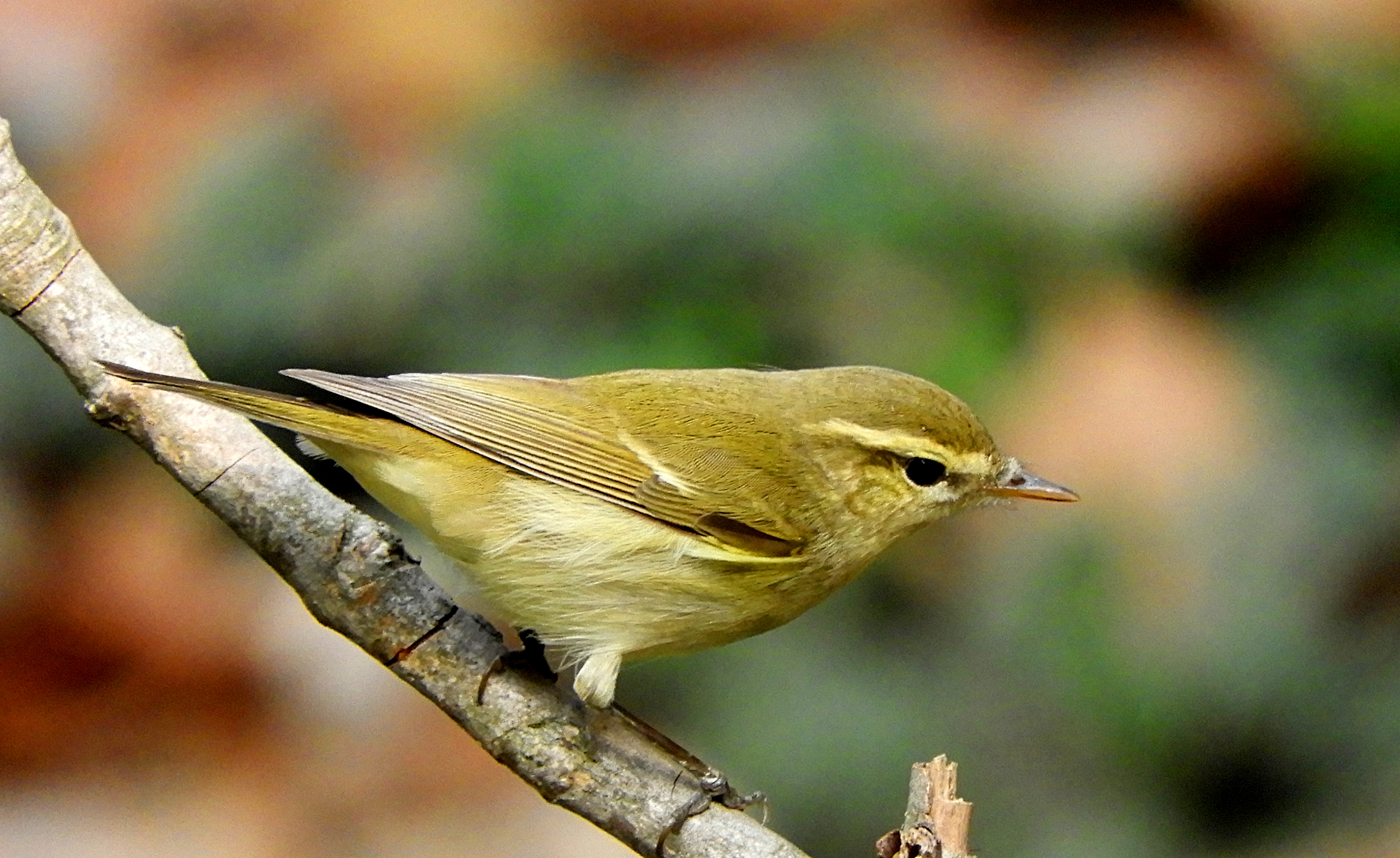
Phylloscopus trochiloides.

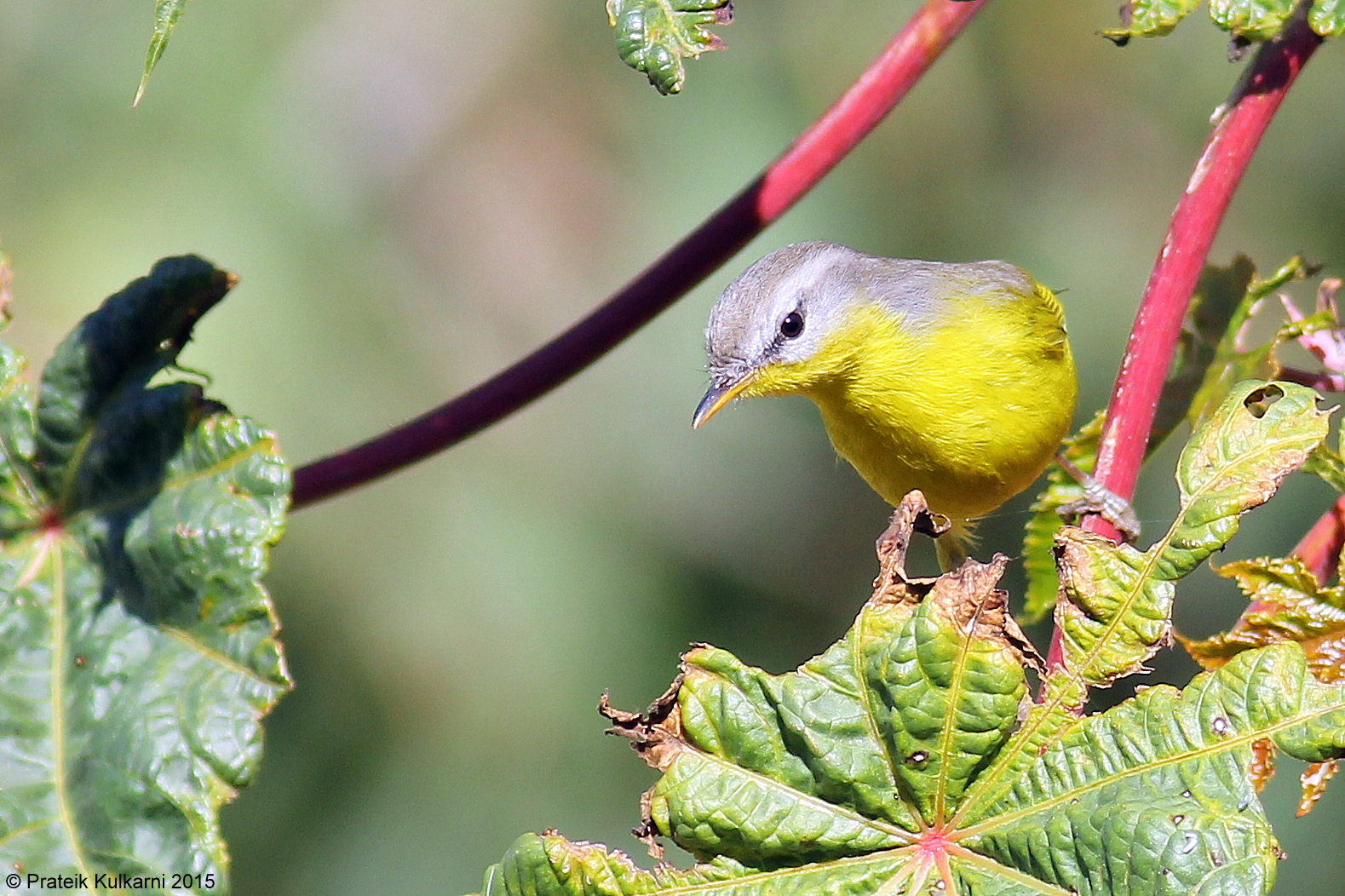
Phylloscopus xanthoschistos.

Las especies ubicadas en el género Phylloscopus son:
- Phylloscopus ruficapilla - mosquitero gorgigualdo;
- Phylloscopus laurae - mosquitero de Laura;
- Phylloscopus laetus - mosquitero carirrojo;
- Phylloscopus herberti - mosquitero capirotado;
- Phylloscopus budongoensis - mosquitero ugandés;
- Phylloscopus umbrovirens - mosquitero oscuro;
- Phylloscopus trochilus - mosquitero musical;
- Phylloscopus collybita - mosquitero común;
- Phylloscopus ibericus - mosquitero ibérico;
- Phylloscopus canariensis - mosquitero canario;
- Phylloscopus sindianus - mosquitero montano;
- Phylloscopus neglectus - mosquitero sencillo;
- Phylloscopus bonelli - mosquitero papialbo;
- Phylloscopus orientalis - mosquitero oriental;
- Phylloscopus sibilatrix - mosquitero silbador;
- Phylloscopus fuscatus - mosquitero sombrío;
- Phylloscopus fuligiventer - mosquitero ahumado;
- Phylloscopus affinis - mosquitero de Tickell;
- Phylloscopus occisinensis - mosquitero de Qinghai;
- Phylloscopus subaffinis - mosquitero gorgiclaro;
- Phylloscopus griseolus - mosquitero del Pamir;
- Phylloscopus armandii - mosquitero de David;
- Phylloscopus schwarzi - mosquitero de Schwarz;
- Phylloscopus pulcher - mosquitero elegante;
- Phylloscopus maculipennis - mosquitero gorgigrís;
- Phylloscopus kansuensis - mosquitero de Gansu;
- Phylloscopus yunnanensis - mosquitero de Sichuán;
- Phylloscopus proregulus - mosquitero de Pallas;
- Phylloscopus chloronotus - mosquitero dorsiclaro;
- Phylloscopus subviridis - mosquitero de Brooks;
- Phylloscopus inornatus - mosquitero bilistado;
- Phylloscopus humei - mosquitero de Hume;
- Phylloscopus borealis - mosquitero boreal;
- Phylloscopus examinandus - mosquitero de Kamchatka;
- Phylloscopus xanthodryas - mosquitero de Swinhoe;
- Phylloscopus nitidus - mosquitero del Cáucaso;
- Phylloscopus trochiloides - mosquitero verdoso;
- Phylloscopus plumbeitarsus - mosquitero patigrís;
- Phylloscopus tenellipes - mosquitero paticlaro;
- Phylloscopus borealoides - mosquitero japonés;
- Phylloscopus magnirostris - mosquitero picudo;
- Phylloscopus tytleri - mosquitero de Tytler;
- Phylloscopus occipitalis - mosquitero occipital;
- Phylloscopus coronatus - mosquitero coronado;
- Phylloscopus ijimae - mosquitero de Ijima;
- Phylloscopus reguloides - mosquitero de Blyth;
- Phylloscopus claudiae - mosquitero de Claudia;
- Phylloscopus goodsoni - mosquitero de Hartert;
- Phylloscopus emeiensis - mosquitero del Emei;
- Phylloscopus davisoni - mosquitero de Davison;
- Phylloscopus ogilviegranti - mosquitero de Ogilvie-Grant;
- Phylloscopus hainanus - mosquitero de Hainan;
- Phylloscopus forresti - mosquitero de Lichiang;
- Phylloscopus cantator - mosquitero cantor;
- Phylloscopus calciatilis - mosquitero roquero;
- Phylloscopus ricketti - mosquitero de Rickett;
- Phylloscopus olivaceus - mosquitero de Mindanao;
- Phylloscopus cebuensis - mosquitero de Luzón;
- Phylloscopus trivirgatus - mosquitero tribandeado;
- Phylloscopus nigrorum - mosquitero de la Negros;
- Phylloscopus sarasinorum - mosquitero de Célebes;
- Phylloscopus presbytes - mosquitero de Timor;
- Phylloscopus maforensis - mosquitero isleño;
- Phylloscopus makirensis - mosquitero de San Cristóbal;
- Phylloscopus amoenus - mosquitero de Kulambangra;
- Phylloscopus xanthoschistos - mosquitero cabecigrís.